# Hœrdt
Hœrdt (prononcé : /œʁt/ ; en allemand : Hördt) est une commune française située dans la circonscription administrative du Bas-Rhin et, depuis le 1er janvier 2021, dans le territoire de la Collectivité européenne d'Alsace, en région Grand Est.

## Géographie

### Localisation
Hœrdt est située dans la partie nord du Bas-Rhin entre Strasbourg et Brumath. La commune est traversée par la route départementale 37 qui mène, au nord, vers Bischwiller (à 10 km) et qui se raccorde à 3 km au sud à l'autoroute A35 sur la section Strasbourg-Lauterbourg. La départementale 223, qui traverse le village d'est en ouest, relie La Wantzenau à Geudertheim et Brumath. La ligne TER Strasbourg - Haguenau - Niederbronn-les-Bains - Wissembourg dessert le village.

### Communes limitrophes
Les communes limitrophes sont  Bietlenheim, Geudertheim, Kilstett, La Wantzenau, Vendenheim et Weyersheim.

### Hydrographie

#### Réseau hydrographique

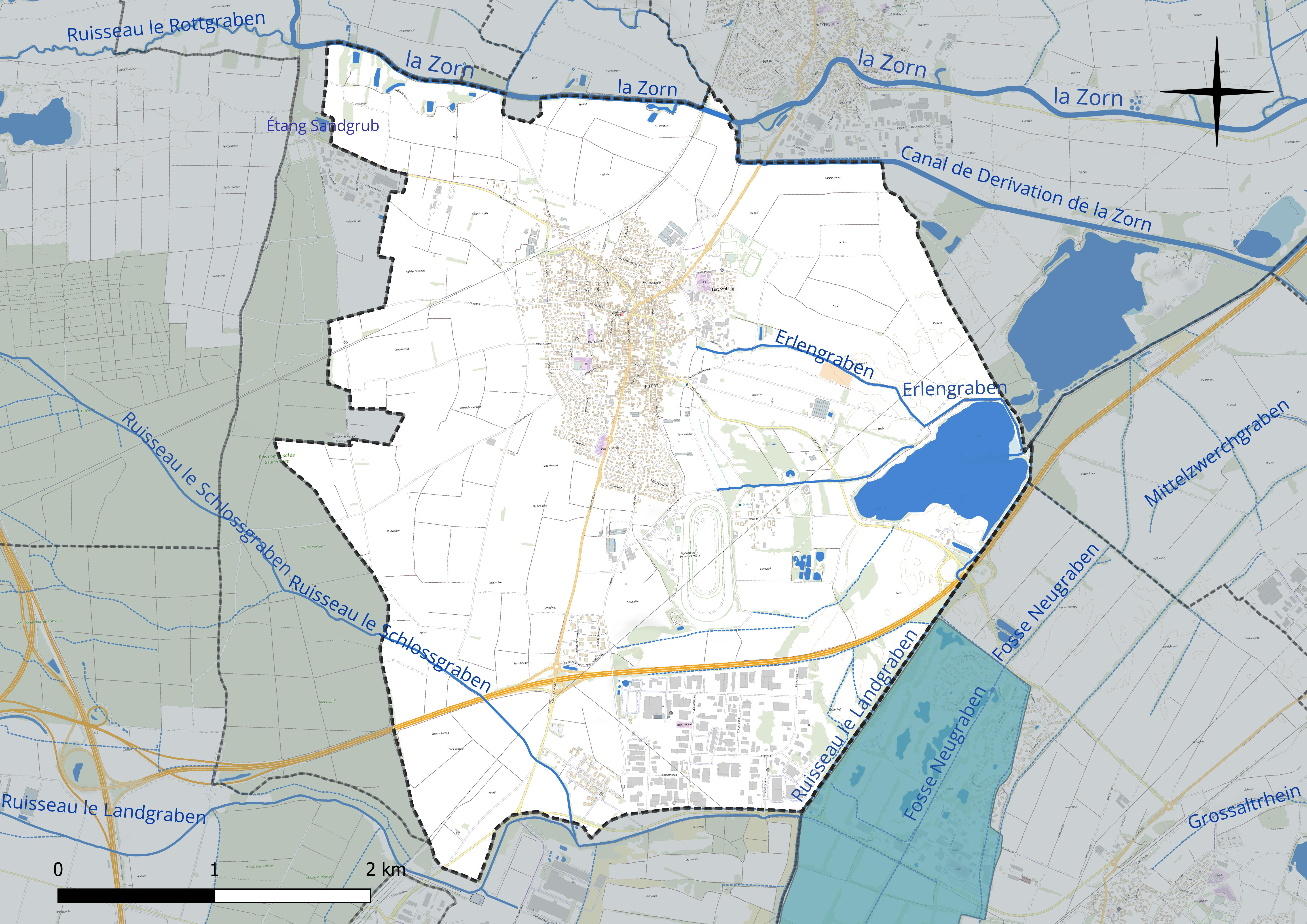
Réseau hydrographique de Hoerdt.

La commune est dans le bassin versant du Rhin au sein du bassin Rhin-Meuse. Elle est drainée par la Zorn, le ruisseau le Landgraben, le ruisseau le Schlossgraben et le ruisseau l'Erlengraben,.
La Zorn, d'une longueur totale de 96,7 km, prend sa source dans la commune de Walscheid et se jette  dans le canal de la Marne au Rhin à Rohrwiller, après avoir traversé 34 communes. 
Le Landgraben, d'une longueur de 41 km, prend sa source dans la commune de Berstett et se jette  dans la Moder à Dalhunden, après avoir traversé onze communes. 

#### Gestion et qualité des eaux
Le territoire communal est couvert par le schéma d'aménagement et de gestion des eaux (SAGE) « Ill Nappe Rhin ». Ce document de planification concerne la nappe phréatique rhénane, les cours d'eau de la plaine d'Alsace et du piémont oriental du Sundgau, les canaux situés entre l'Ill et le Rhin et les zones humides de la plaine d'Alsace. Le périmètre s’étend sur 3 596 km2. Il a été approuvé le 17 janvier 2005. La structure porteuse de l'élaboration et de la mise en œuvre est la région Grand Est. 
La qualité des cours d’eau peut être consultée sur un site dédié géré par les agences de l’eau et l’Agence française pour la biodiversité. 

### Climat
Pour des articles plus généraux, voir Climat du Grand Est et Climat du Bas-Rhin.
En 2010, le climat de la commune est de type climat des marges montargnardes, selon une étude du Centre national de la recherche scientifique s'appuyant sur une série de données couvrant la période 1971-2000. En 2020, Météo-France publie une typologie des climats de la France métropolitaine dans laquelle la commune est exposée à un climat semi-continental et est dans la région climatique  Alsace, caractérisée par une pluviométrie faible, particulièrement en automne et en hiver, un été chaud et bien ensoleillé, une humidité de l’air basse au printemps et en été, des vents faibles et des brouillards fréquents en automne (25 à 30 jours). 
Pour la période 1971-2000, la température annuelle moyenne est de 10,8 °C, avec une amplitude thermique annuelle de 18 °C. Le cumul annuel moyen de précipitations est de 722 mm, avec 9,7 jours de précipitations en janvier et 10,6 jours en juillet. Pour la période 1991-2020, la température moyenne annuelle observée sur la station météorologique de Météo-France la plus proche, « Waltenheim-sur-zorn », sur la commune de Waltenheim-sur-Zorn à 13 km à vol d'oiseau, est de 11,3 °C et le cumul annuel moyen de précipitations est de 652,2 mm. 
La température maximale relevée sur cette station est de 38 °C, atteinte le 7 août 2015 ; la température minimale est de −14,9 °C, atteinte le 20 décembre 2009,,. 
Les paramètres climatiques de la commune ont été estimés pour le milieu du siècle (2041-2070) selon différents scénarios d'émission de gaz à effet de serre à partir des nouvelles projections climatiques de référence DRIAS-2020. Ils sont consultables sur un site dédié publié par Météo-France en novembre 2022.

## Urbanisme

### Typologie
Au 1er janvier 2024, Hœrdt est catégorisée petite ville, selon la nouvelle grille communale de densité à sept niveaux définie par l'Insee en 2022.
Elle appartient à l'unité urbaine de Hœrdt, une unité urbaine monocommunale constituant une ville isolée,. Par ailleurs la commune fait partie de l'aire d'attraction de Strasbourg (partie française), dont elle est une commune de la couronne,. Cette aire, qui regroupe 268 communes, est catégorisée dans les aires de 700 000 habitants ou plus (hors Paris),.

### Occupation des sols

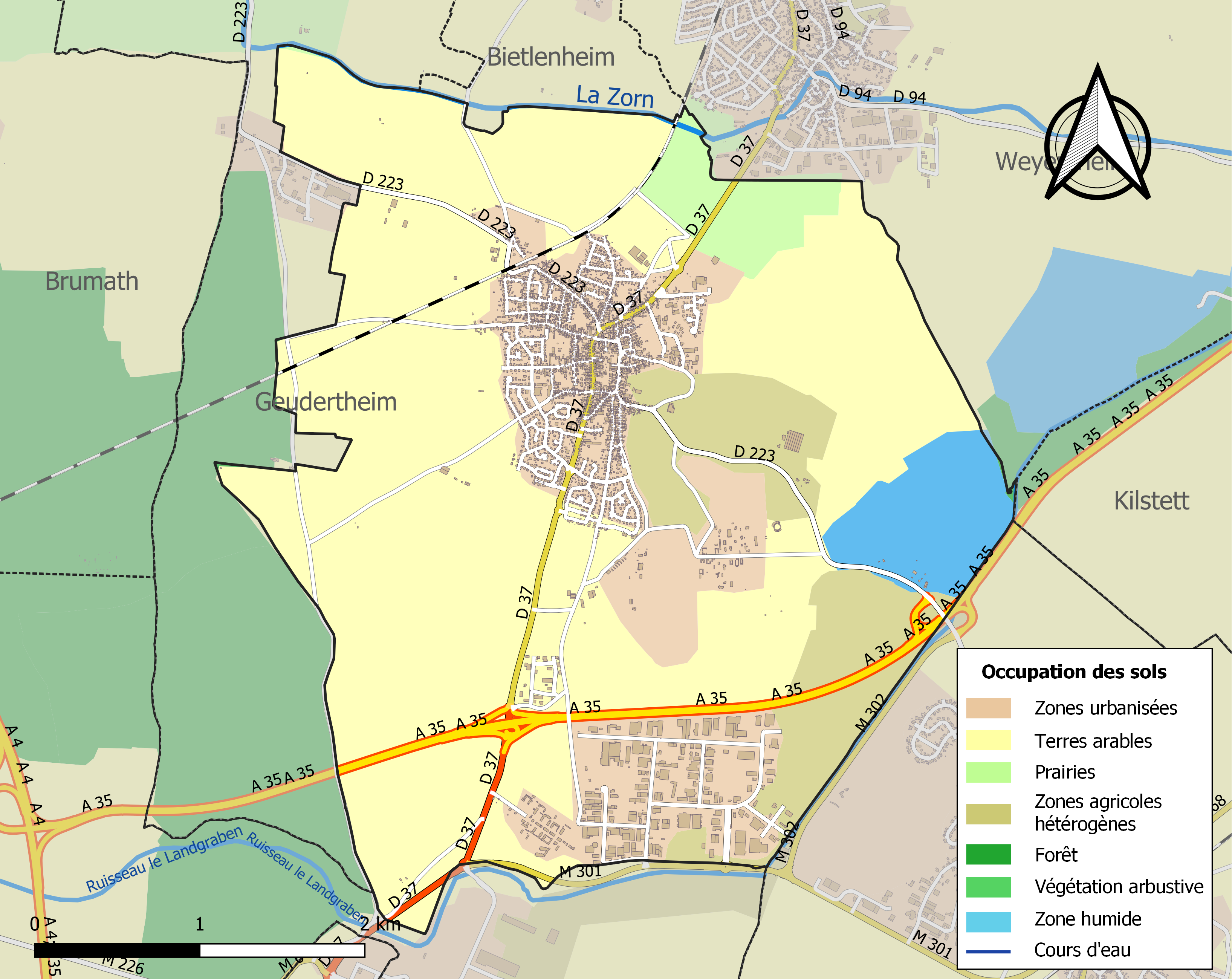
Carte des infrastructures et de l'occupation des sols de la commune en 2018 (CLC).

L'occupation des sols de la commune, telle qu'elle ressort de la base de données européenne d’occupation biophysique des sols Corine Land Cover (CLC), est marquée par l'importance des territoires agricoles (74,3 % en 2018), en diminution par rapport à 1990 (79,3 %). La répartition détaillée en 2018 est la suivante : terres arables (60,1 %), zones agricoles hétérogènes (10,9 %), zones industrielles ou commerciales et réseaux de communication (8,7 %), zones urbanisées (8,3 %), eaux continentales (4,5 %), espaces verts artificialisés, non agricoles (4,1 %), prairies (3,3 %), forêts (0,1 %).
L'IGN met par ailleurs à disposition un outil en ligne permettant de comparer l’évolution dans le temps de l’occupation des sols de la commune (ou de territoires à des échelles différentes). Plusieurs époques sont accessibles sous forme de cartes ou photos aériennes : la carte de Cassini (XVIIIe siècle), la carte d'état-major (1820-1866) et la période actuelle (1950 à aujourd'hui).

### Transports
L'Eurométropole de Strasbourg entend développer les transports à la demande jusqu'à sa seconde couronne, et même au-delà, car la commune de Hœrdt est incluse dans le dispositif,.

## Histoire
- En 1192, Hœrdt est citée pour la première fois dans des documents officiels comme fief impérial du landgrave de Basse-Alsace sous le nom de Herde, qui signifie sol sec et inculte. Le village fait alors partie du Saint-Empire romain germanique, c'est-à-dire du premier empire allemand.
- À travers les siècles, le village fut successivement la propriété de l'évêché de Strasbourg, et de plusieurs familles nobles dont la famille des Hanau-Lichtenberg (à partir de 1570) et de leurs héritiers, les Hesse-Darmstadt (de 1736 à la Révolution française). Hœrdt faisait partie du bailliage de Brumath.
- En 1570, la Réforme fut introduite en vertu du principe  cujus regio, ejus religio, qui indique que les sujets doivent adopter la religion de leur prince.
- Après avoir subi la guerre de Trente Ans, qui ravagea toute la région, et plus généralement une bonne partie de l'empire, la population eut à faire face, au XVIIe siècle, à deux incendies en 1669 et 1687, ainsi qu'aux guerres menées par Louis XIV.
- Au XVIIIe siècle, pendant la guerre de Succession d'Espagne, de 1701 à 1714, Hœrdt garda rarement plus d'un an la même nationalité. Toutefois, jusqu'à la Révolution française et la Grande Fuite[22] de 1793, pendant la Terreur, une période de paix permit un lent accroissement de la population.

### Héraldique
| Blason de Hœrdt | Blason  | D'or à la botte d'asperges de sinople posée en pal. |
| Blason de Hœrdt | Détails |                                                     |

## Politique et administration

### Liste des maires
| Période                                  | Période                   | Identité                                        | Étiquette | Qualité |
| ---------------------------------------- | ------------------------- | ----------------------------------------------- | --------- | --- |
| Les données manquantes sont à compléter. |                           |                                                 |           | |
| 1830                                     | 1845                      | Chrétien Arlen                                  |           | |
| Les données manquantes sont à compléter. |                           |                                                 |           | |
| 1846                                     | 1871                      | Chrétien Arlen                                  |           | |
| 1871                                     | 1872                      | Jacques Humbert                                 |           | |
| 1872                                     | 1902                      | Georges Acker                                   |           | |
| 1902                                     | 1925                      | Chrétien Maechling                              |           | |
| 1925                                     | 1929                      | Chrétien Ulrich                                 |           | |
| 1929                                     | 1941                      | Georges Ottmann                                 |           | |
| Les données manquantes sont à compléter. |                           |                                                 |           | |
| 1944                                     | 1945                      | Georges Ottmann                                 |           | |
| 1945                                     | mars 1965                 | Chrétien Glaas                                  |           | |
| mars 1965                                | mars 1977                 | Charles Arlen                                   |           | Président du SIVOM de la Basse-Zorn                                                                                    |
| mars 1977                                | mars 1989                 | Robert Klein (1924-2012)                        |           | Retraité de la Poste, maire honoraire Adjoint au maire (1965 → 1977) Président du SIVOM de la Basse-Zorn (1977 → 1989) |
| mars 1989                                | mars 2001                 | René Arlen, (1935-2023)                         |           | Retraité de la Poste, maire honoraire Adjoint au maire (1977 → 1989) Président de la CC de la Basse-Zorn (1993 → 2001) |
| mars 2001                                | mars 2008                 | Alfred Maechling                                | DVD       | |
| mars 2008                                | En cours (au 31 mai 2020) | Denis Riedinger, Réélu pour le mandat 2020-2026 | DVD       | Cadre technique Président de la CC de la Basse-Zorn (2014 → )                                                          |

## Démographie
L'évolution du nombre d'habitants est connue à travers les recensements de la population effectués dans la commune depuis 1793. Pour les communes de moins de 10 000 habitants, une enquête de recensement portant sur toute la population est réalisée tous les cinq ans, les populations de référence des années intermédiaires étant quant à elles estimées par interpolation ou extrapolation. Pour la commune, le premier recensement exhaustif entrant dans le cadre du nouveau dispositif a été réalisé en 2005.

En 2022, la commune comptait 4 557 habitants, en évolution de +5,39 % par rapport à 2016 (Bas-Rhin : +3,17 %, France hors Mayotte : +2,11 %).
| 1793  | 1800  | 1806  | 1821  | 1831  | 1836  | 1841  | 1846  | 1851  |
| ----- | ----- | ----- | ----- | ----- | ----- | ----- | ----- | ----- |
| 1 147 | 1 143 | 1 264 | 1 404 | 1 502 | 1 537 | 1 539 | 1 588 | 1 696 |

| 1856  | 1861  | 1866  | 1871  | 1875  | 1880  | 1885  | 1890  | 1895  |
| ----- | ----- | ----- | ----- | ----- | ----- | ----- | ----- | ----- |
| 1 692 | 1 793 | 1 837 | 1 868 | 1 978 | 2 377 | 2 481 | 2 703 | 2 767 |

| 1900  | 1905  | 1910  | 1921  | 1926  | 1931  | 1936  | 1946  | 1954  |
| ----- | ----- | ----- | ----- | ----- | ----- | ----- | ----- | ----- |
| 2 803 | 2 937 | 2 942 | 2 823 | 3 043 | 3 365 | 3 277 | 3 104 | 3 508 |

| 1962  | 1968  | 1975  | 1982  | 1990  | 1999  | 2005  | 2006  | 2010  |
| ----- | ----- | ----- | ----- | ----- | ----- | ----- | ----- | ----- |
| 3 560 | 3 819 | 3 792 | 3 699 | 3 836 | 4 123 | 4 337 | 4 379 | 4 440 |

| 2015  | 2020  | 2022  | - | - | - | - | - | - |
| ----- | ----- | ----- | - | - | - | - | - | - |
| 4 337 | 4 586 | 4 557 | - | - | - | - | - | - |

## Économie
- La principale production agricole est la culture des asperges.
- Après avoir subi les épreuves liées aux deux guerres mondiales et pleuré 187 de ses enfants morts au combat, Hœrdt a su profiter de sa localisation géographique pour se développer.

Les cultures maraîchères, pratiquées dans le Ried, approvisionnent en grande partie, les marchés de la proche ville de Strasbourg. La mécanisation de l'agriculture a conduit près de 800 Hœrdtois à chercher leur emploi dans les grandes et petites villes qui entourent Hœrdt. L'aménagement d'une zone industrielle a permis la création de près de 2 500 emplois au sud du village.
Face à la forte pression démographique, une prudente politique d'urbanisation limite l'extension du village. La volonté de la municipalité de conserver le caractère rural de la commune reste inébranlable, sans, toutefois, se cantonner dans un conservatisme rétrograde. Cette volonté se concrétise par l'aménagement d'un équipement culturel et sportif exemplaire. C'est ainsi que la construction d'un centre culturel en 1968, a permis la création de nombreuses activités culturelles et sportives qui ont enrichi une vie associative déjà très active : l'aménagement de deux terrains de football supplémentaires, la construction d'une salle de sports avec une salle de judo et une autre pour la gymnastique, ainsi qu'un terrain de pétanque. Ces équipements ont été complétés par la construction d’une maison de retraite, d’une nouvelle mairie, d’une crèche garderie et la création d’une bibliothèque-médiathèque municipale, d’une nouvelle salle de sports et enfin d’un groupe scolaire unique.

## Lieux et monuments

### Bâtiments

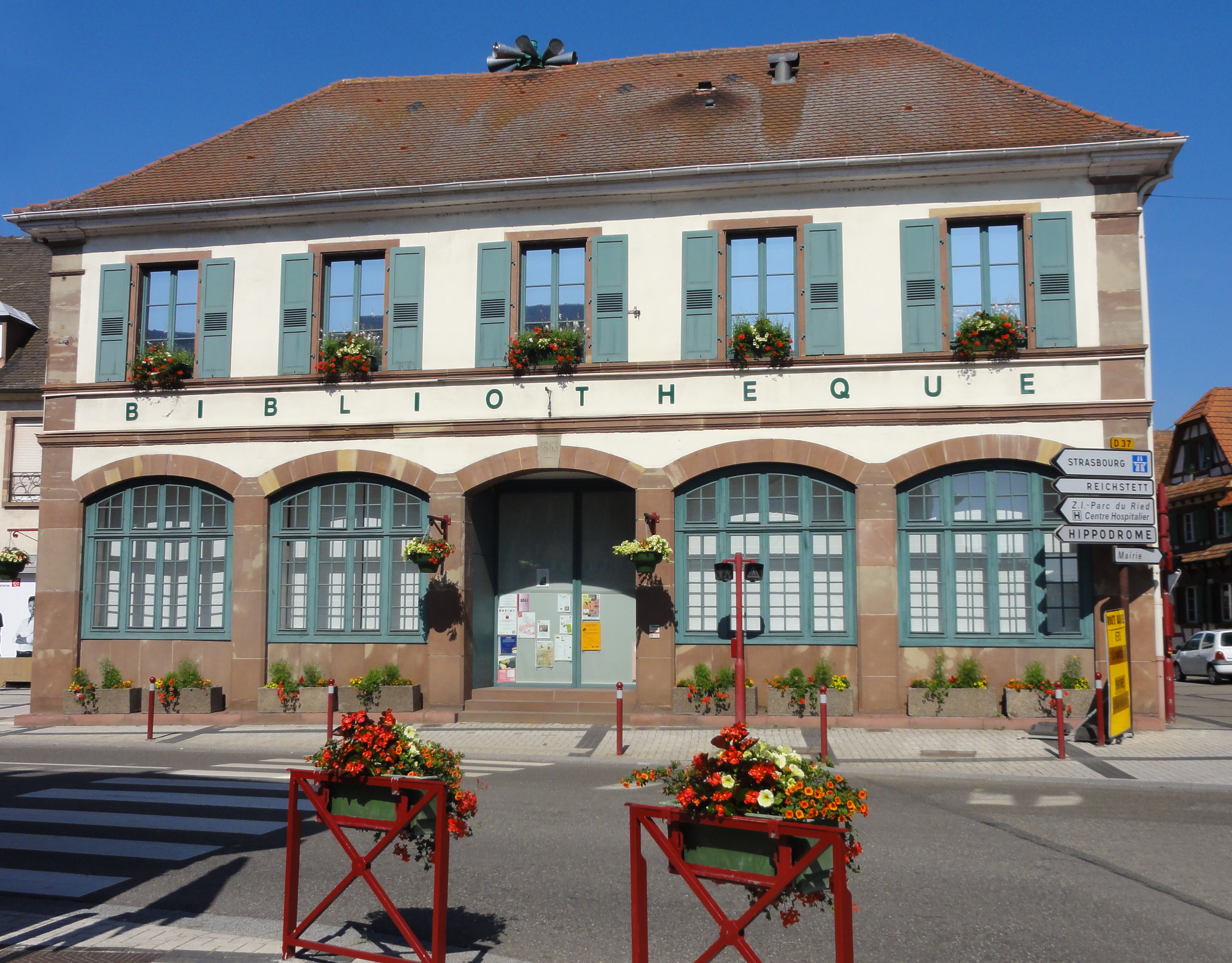
Ancienne mairie (1863), actuellement bibliothèque, 1 rue de la République.
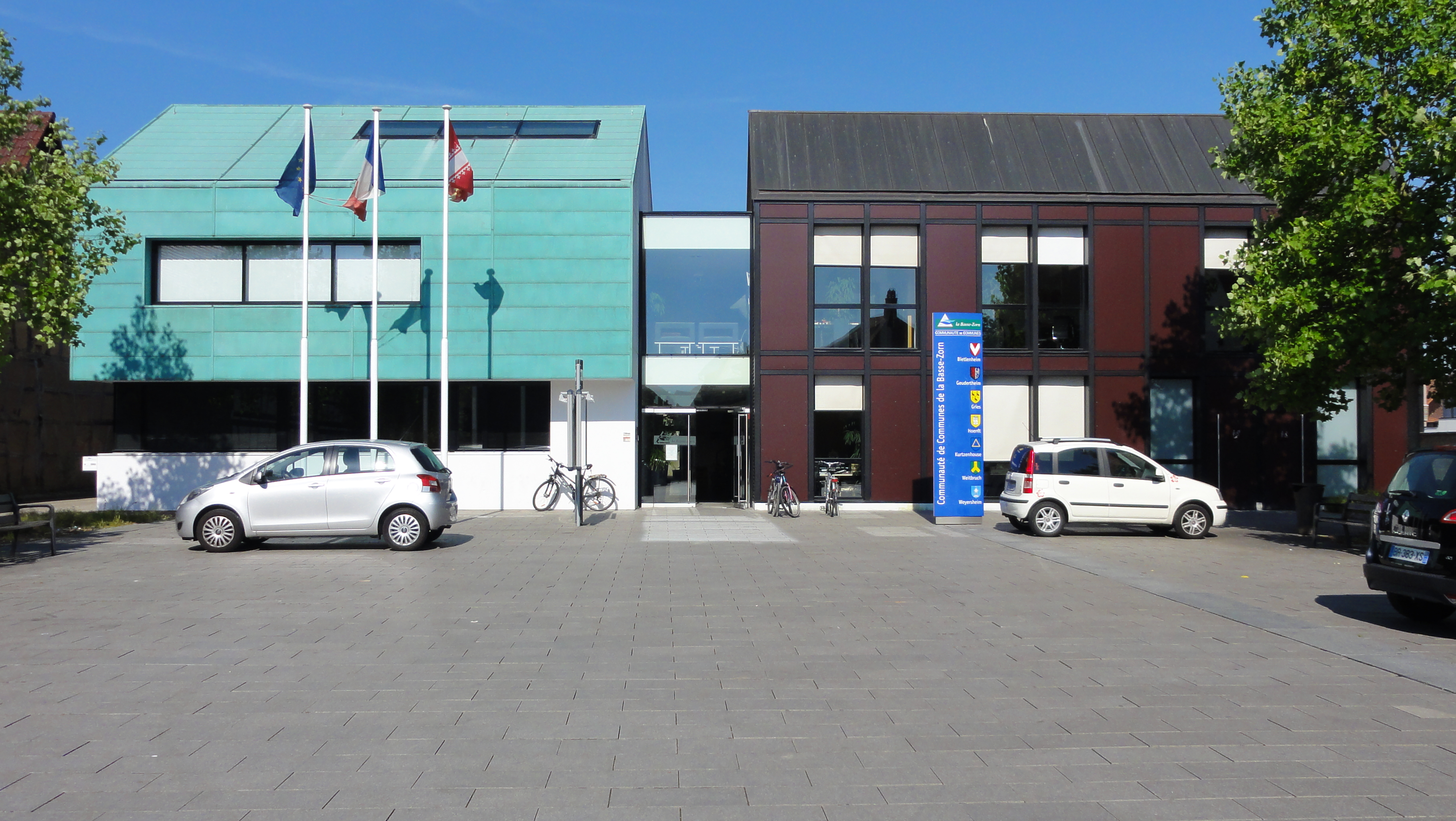
Bâtiment de la communauté de communes de la Basse-Zorn, 34 rue de La Wantzenau.
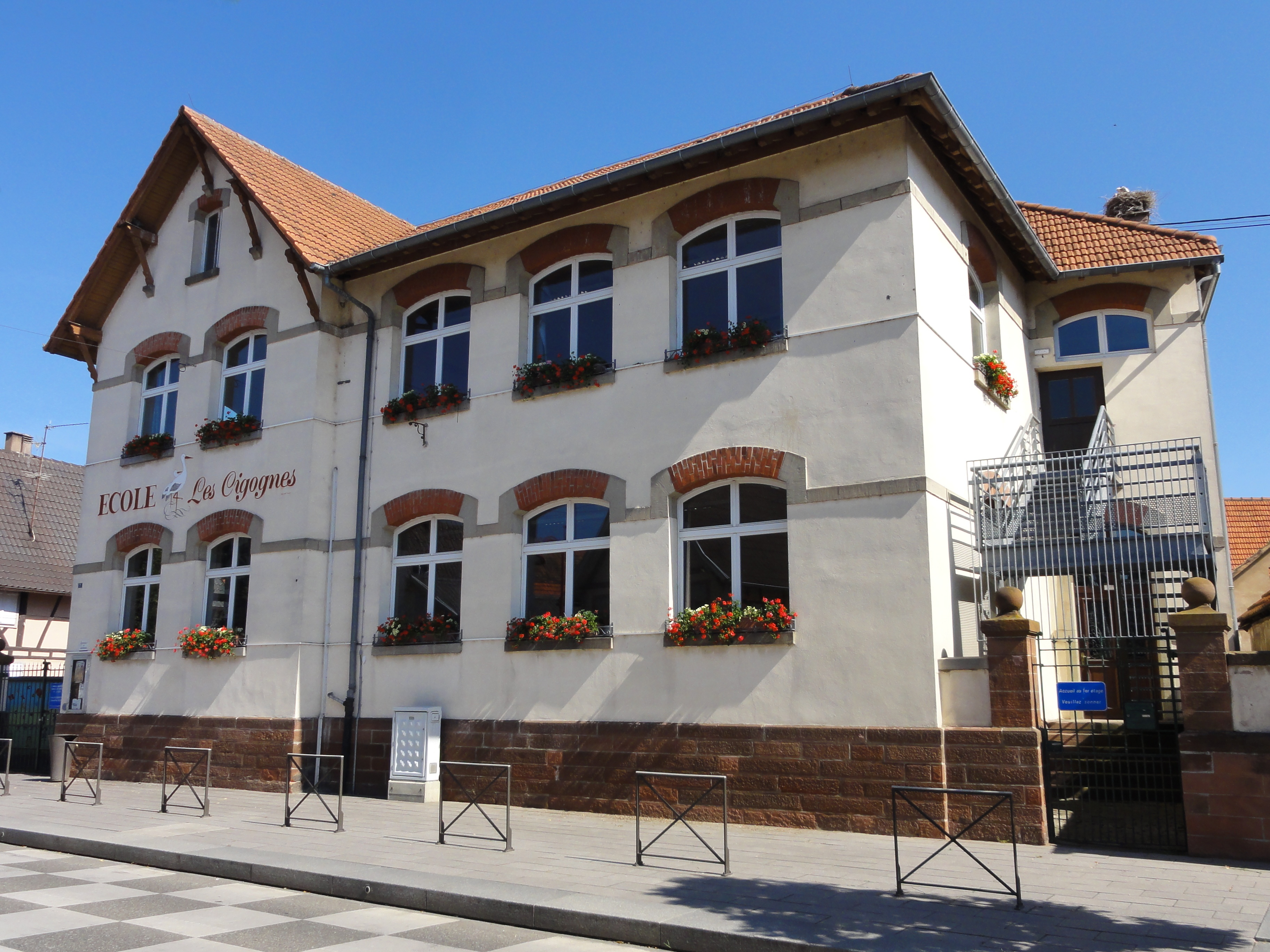
École Les Cigognes, 7 rue de La Wantzenau.
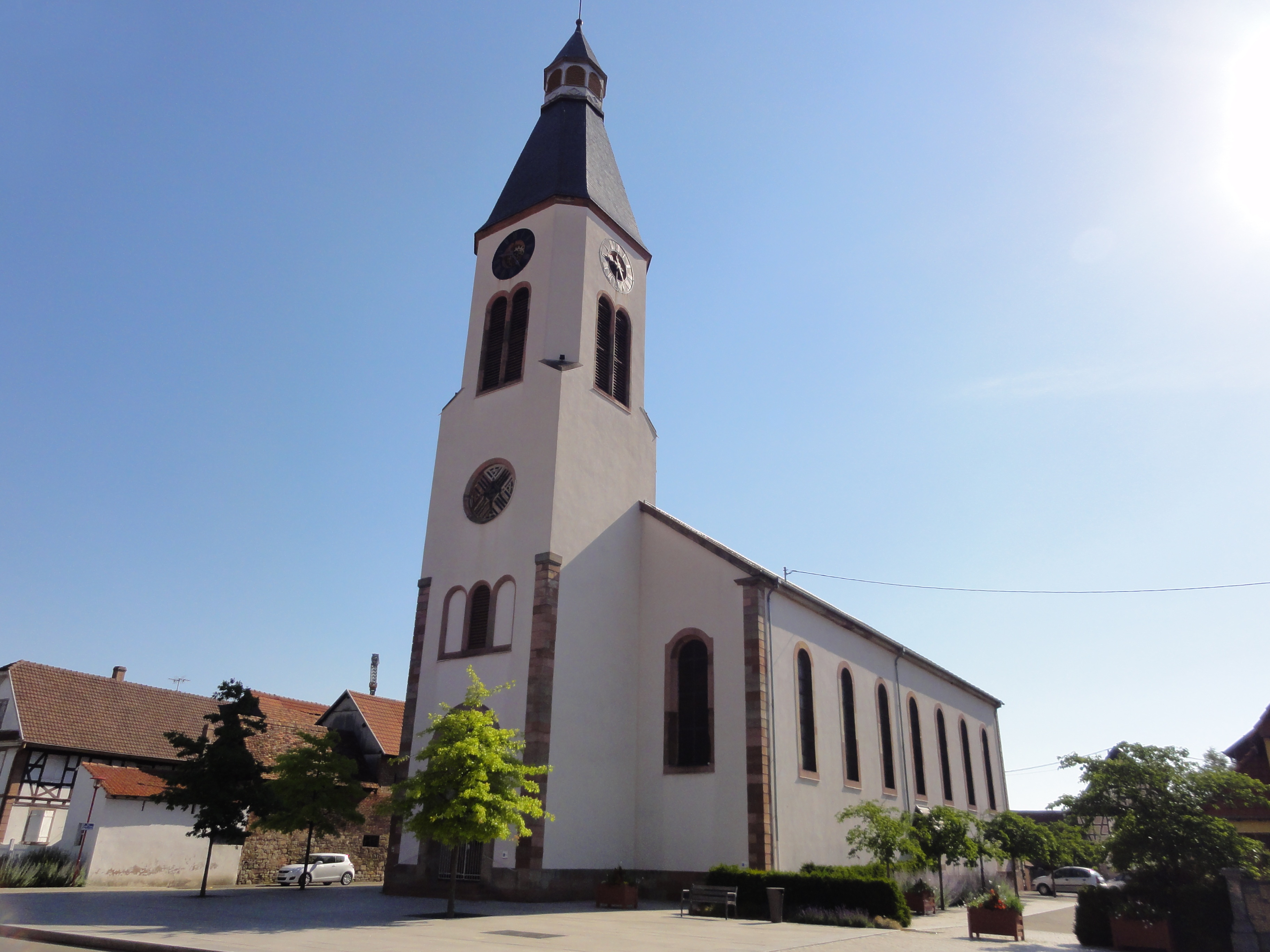
Église protestante, rue de La Wantzenau.
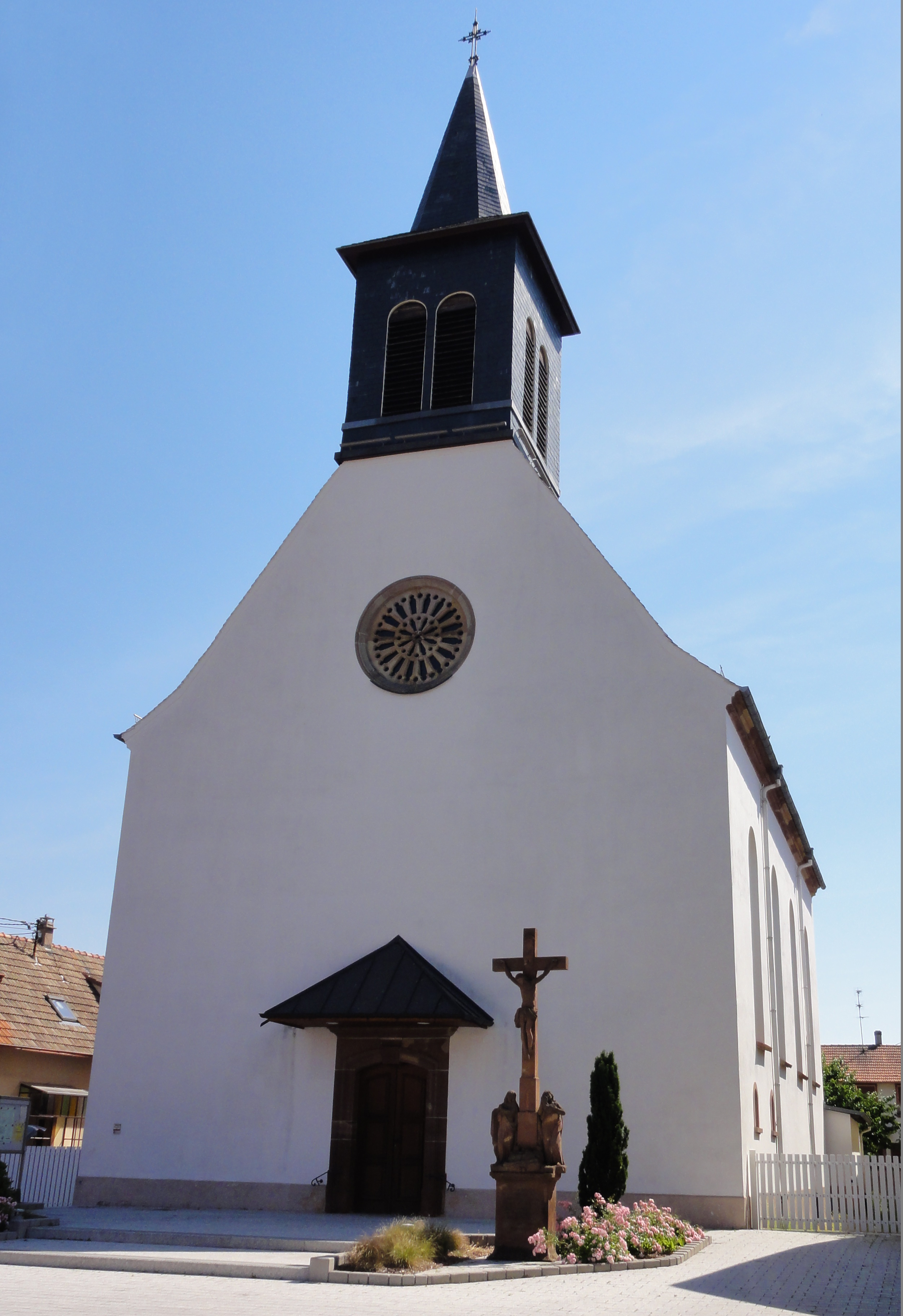
Église catholique Saint-Sixte, rue de l'Église.
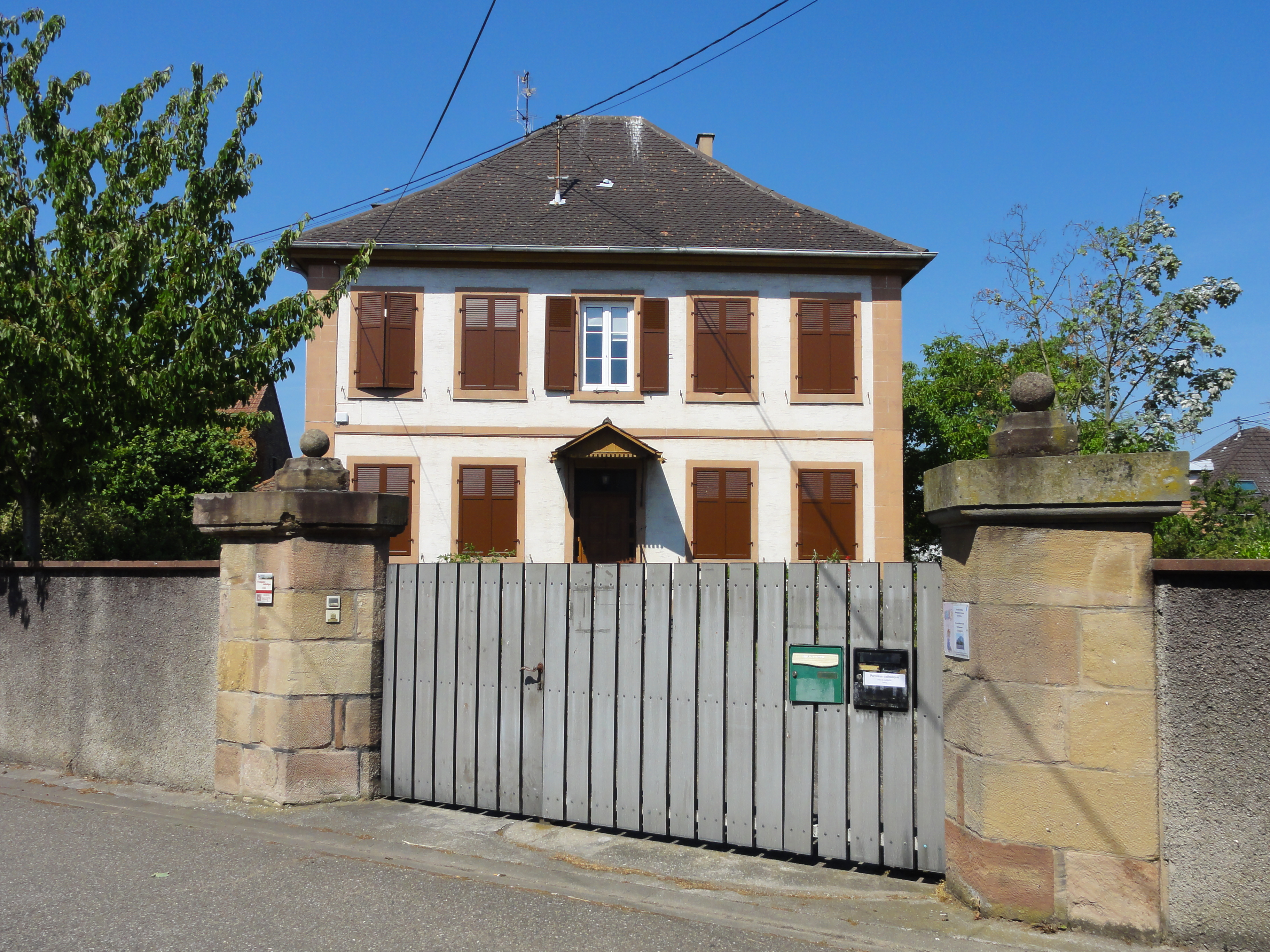
Presbytère catholique (XIXe), 7 rue de l'Église.
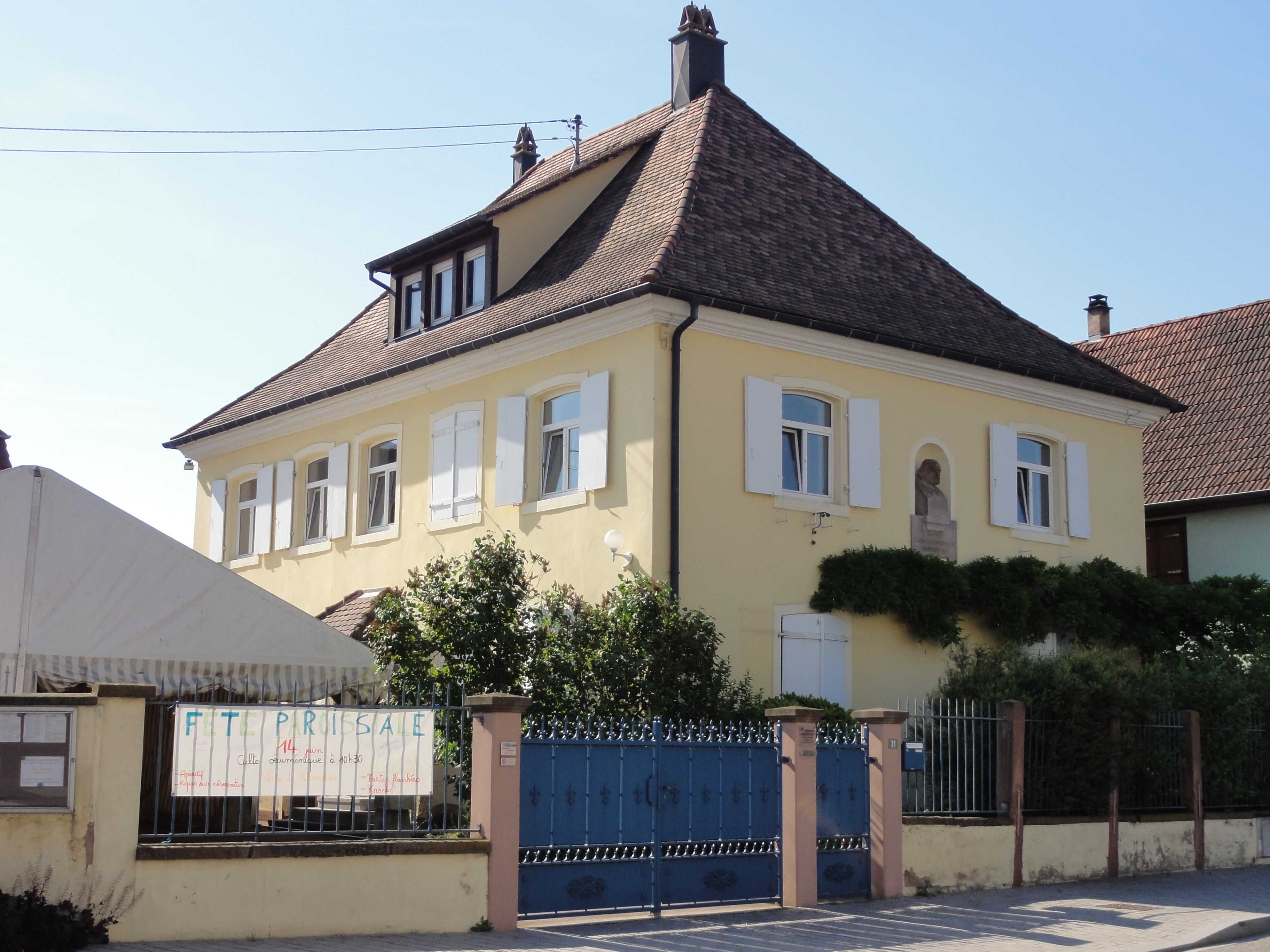
Presbytère protestant (XVIIIe), 21 rue de La Wantzenau.

### Quelques maisons alsaciennes

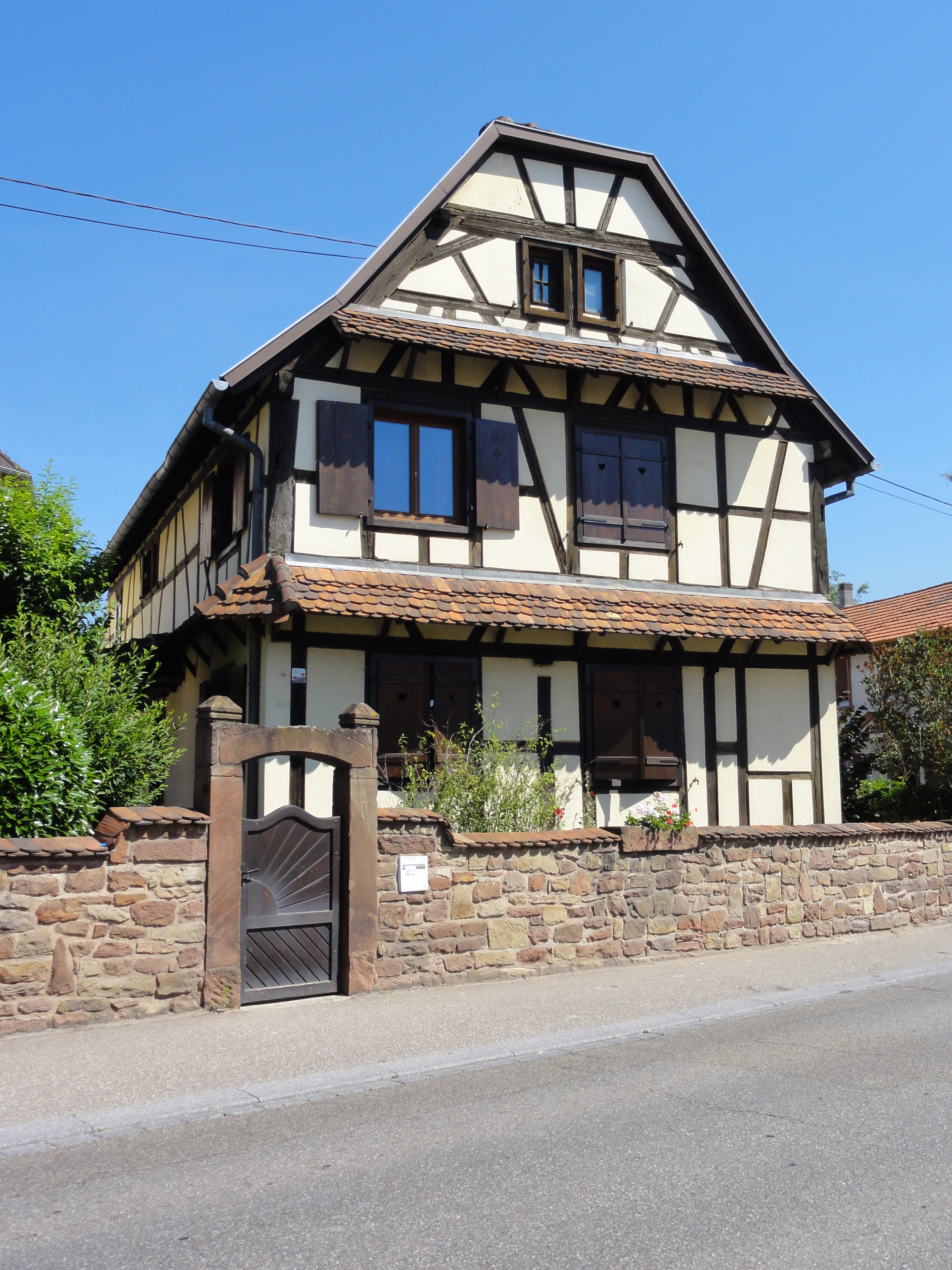
Ferme (1669), 10 rue de la République
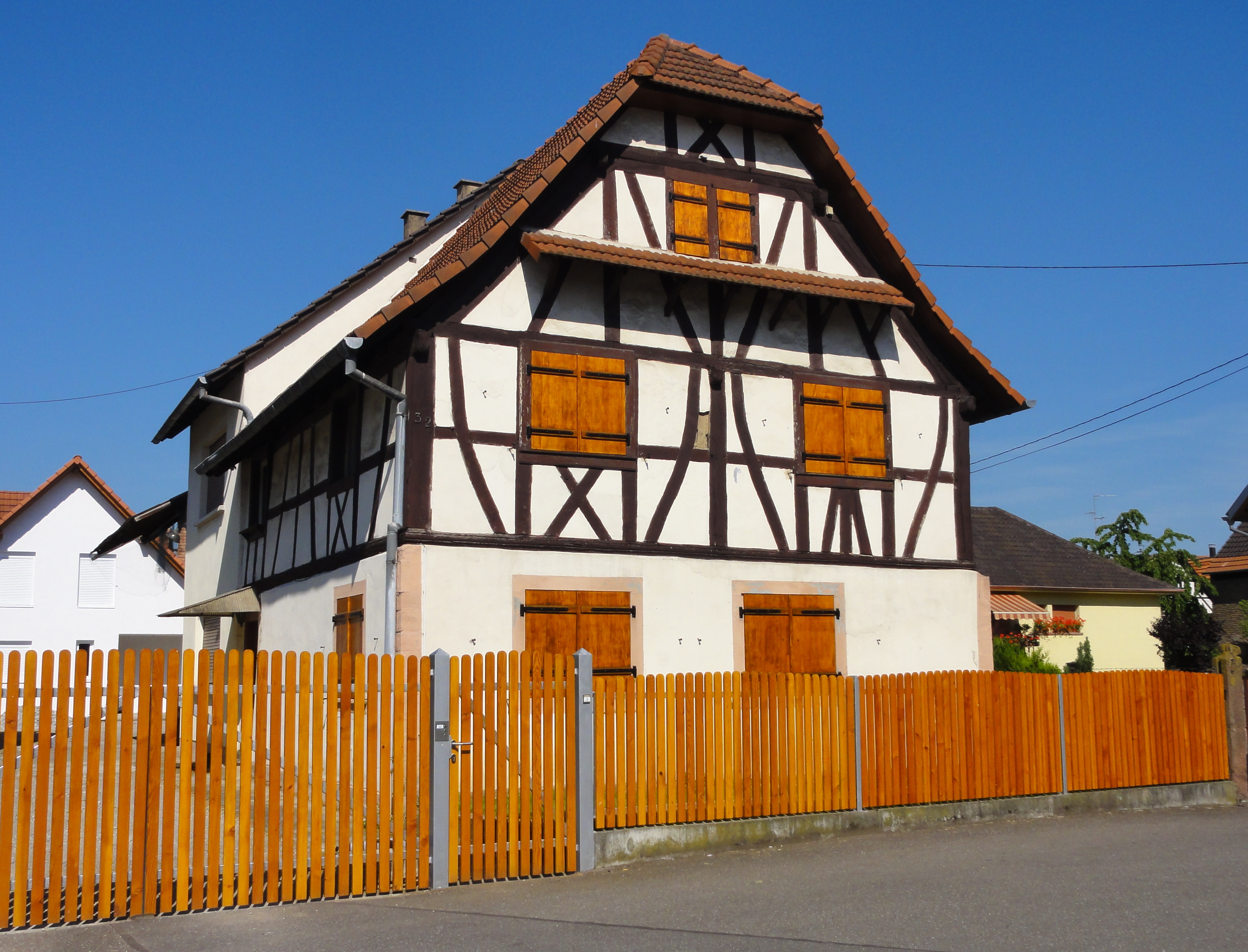
Ferme (1683), 32 rue de la Wantzenau
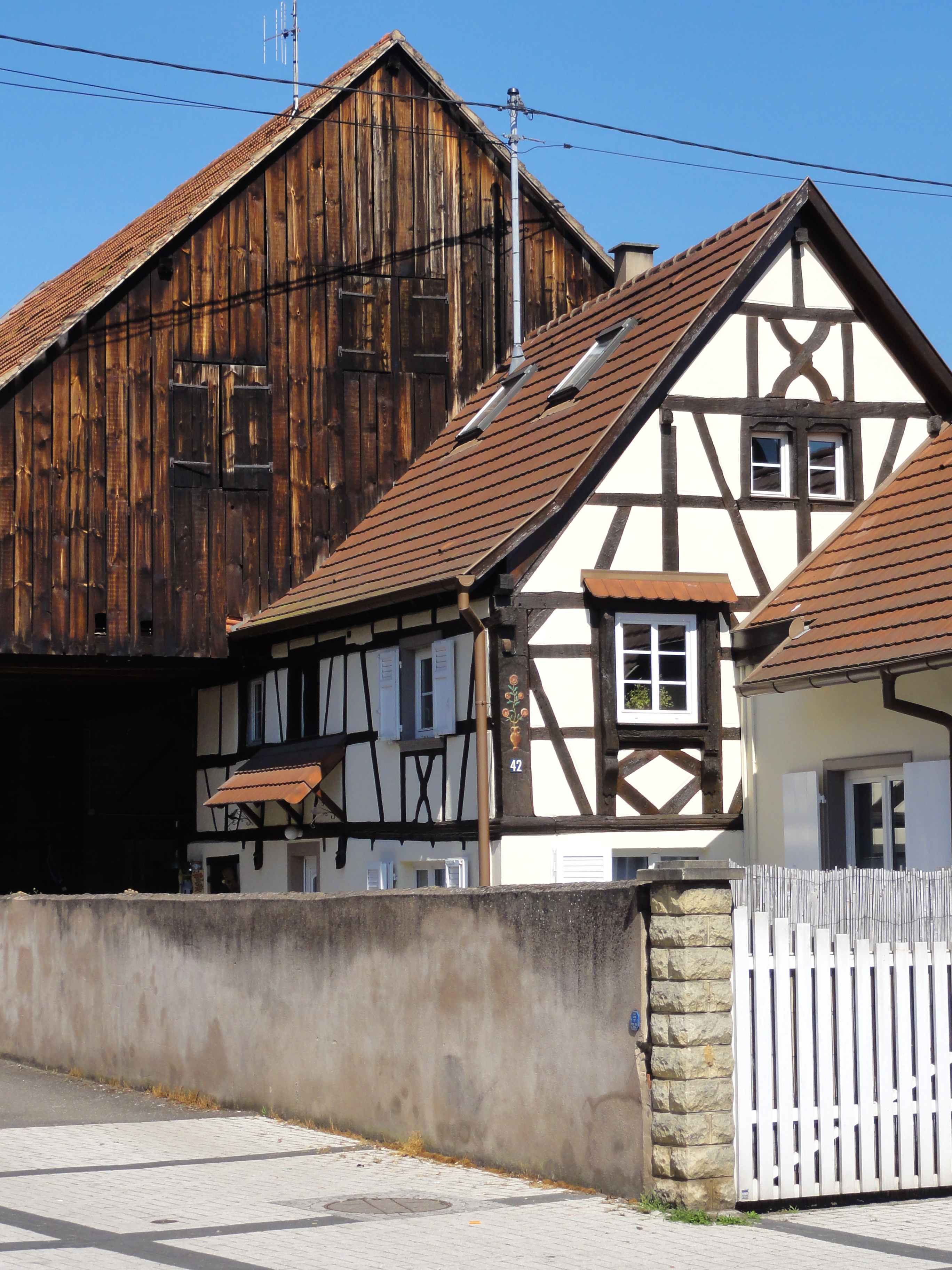
Ferme avec séchoir (XVIIe), 42 rue de la République
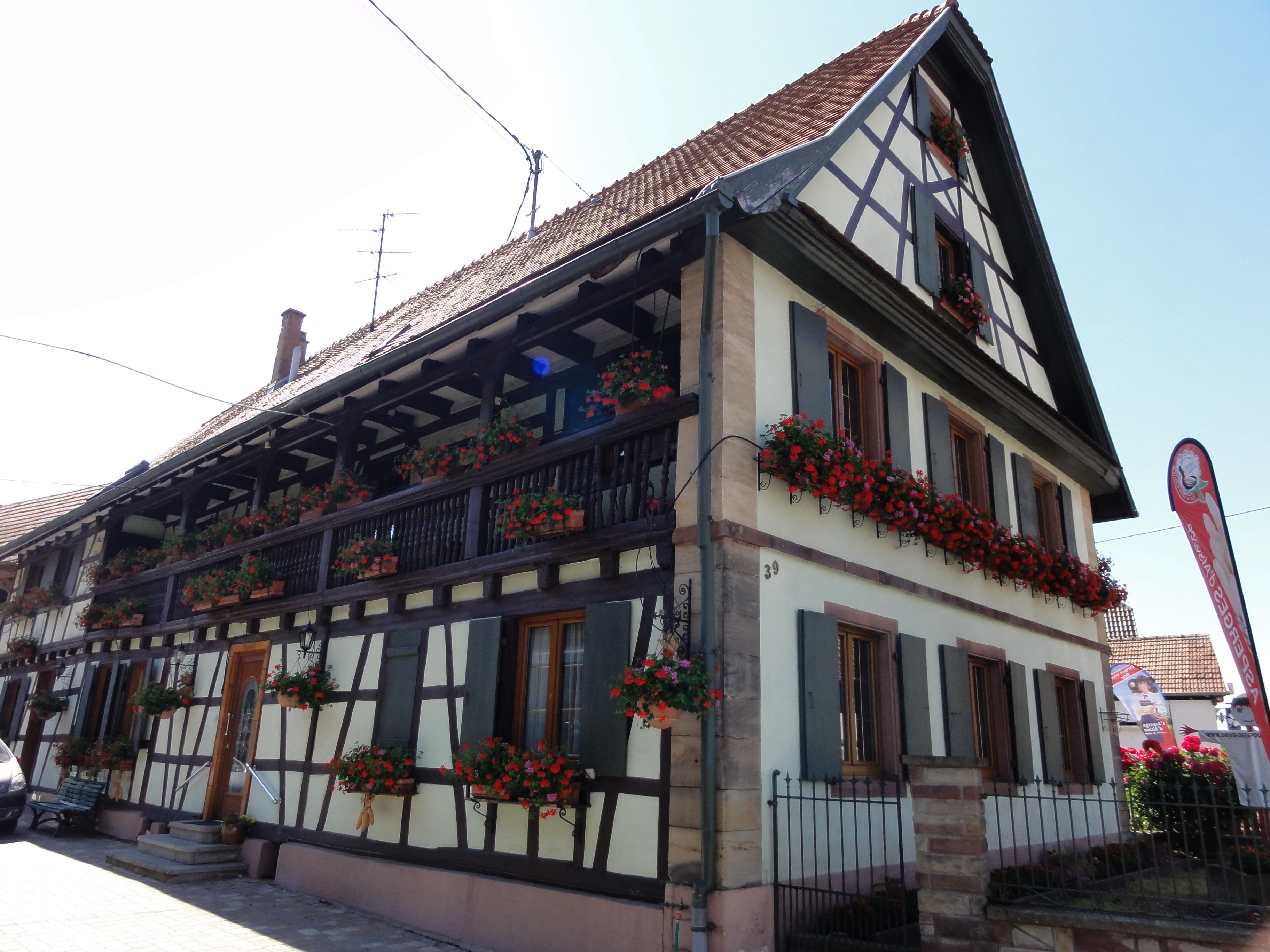
Ferme (1715), 39 rue de la République
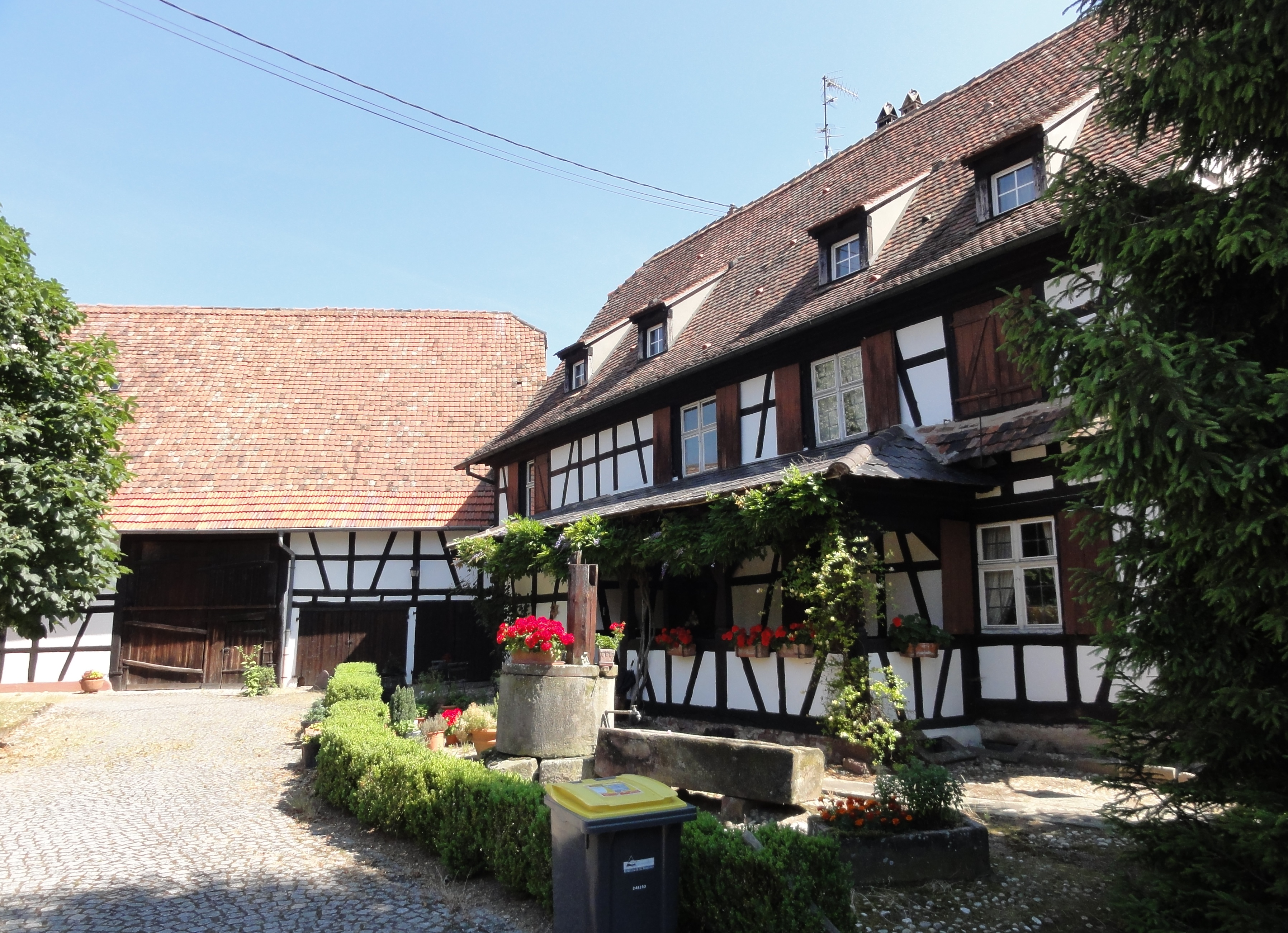
Ancienne ferme (1723), 26 rue de la République
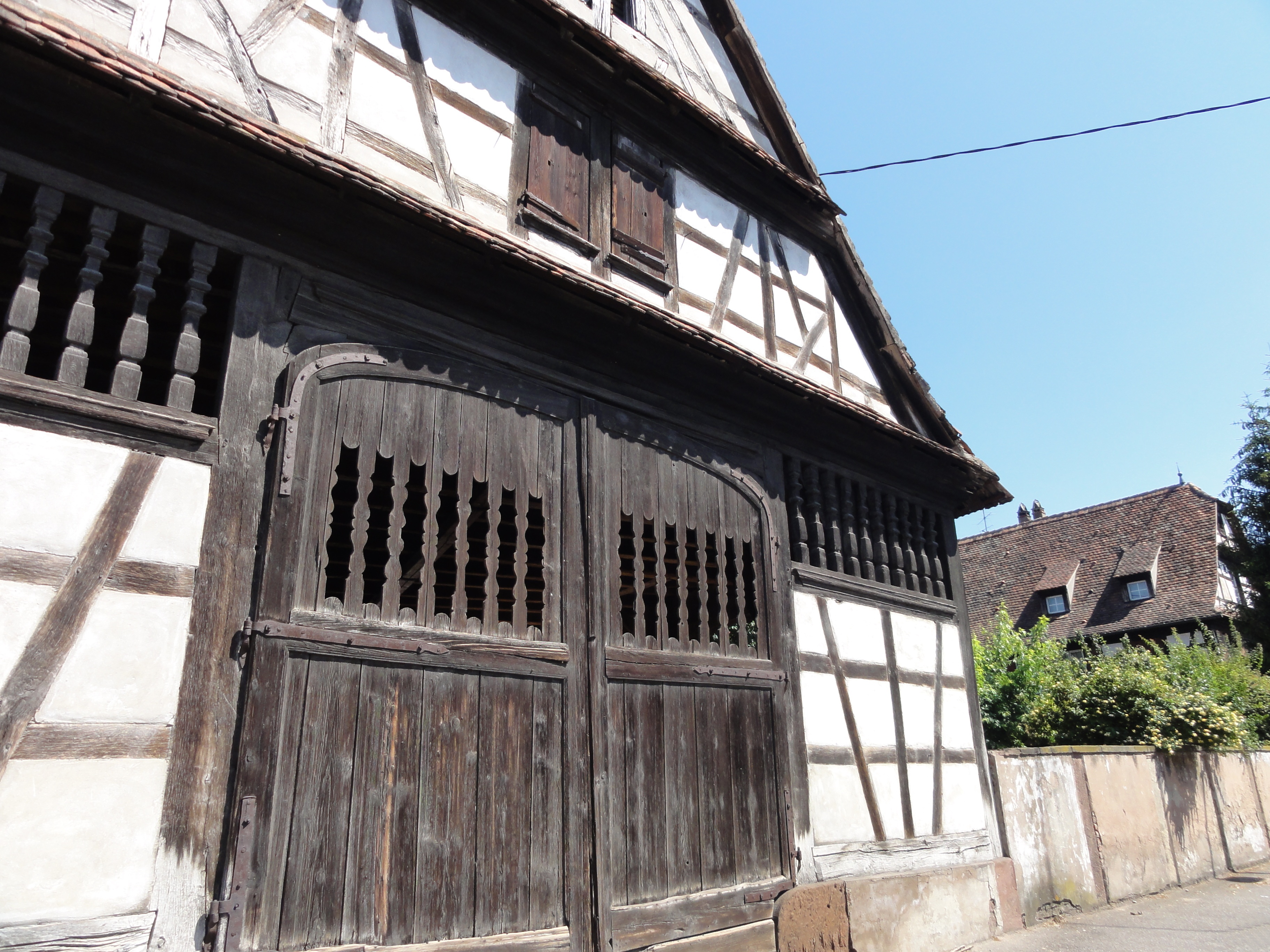
Grange de la ferme (1723), 26 rue de la République
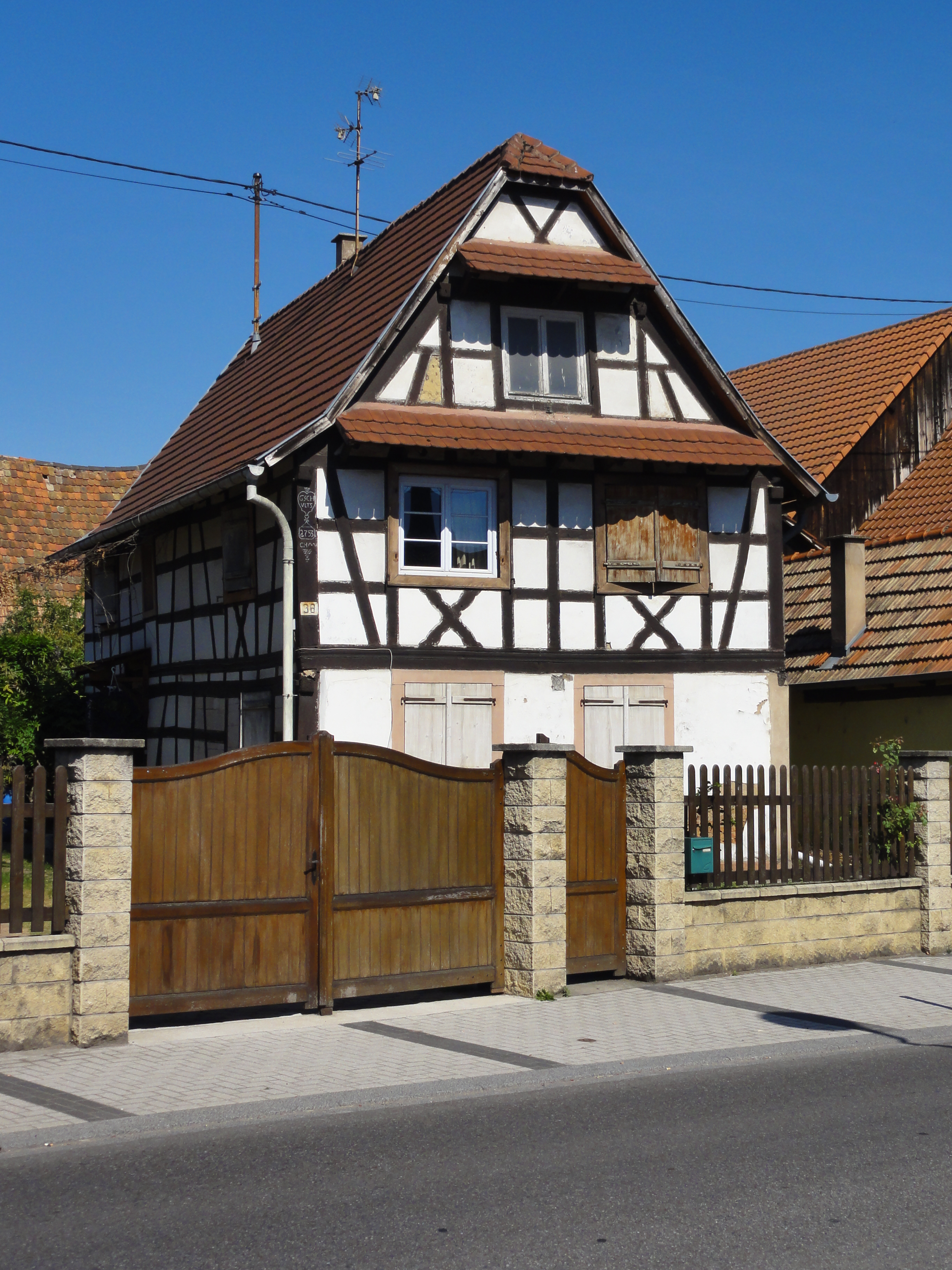
Ferme (1753), 38 rue de la République
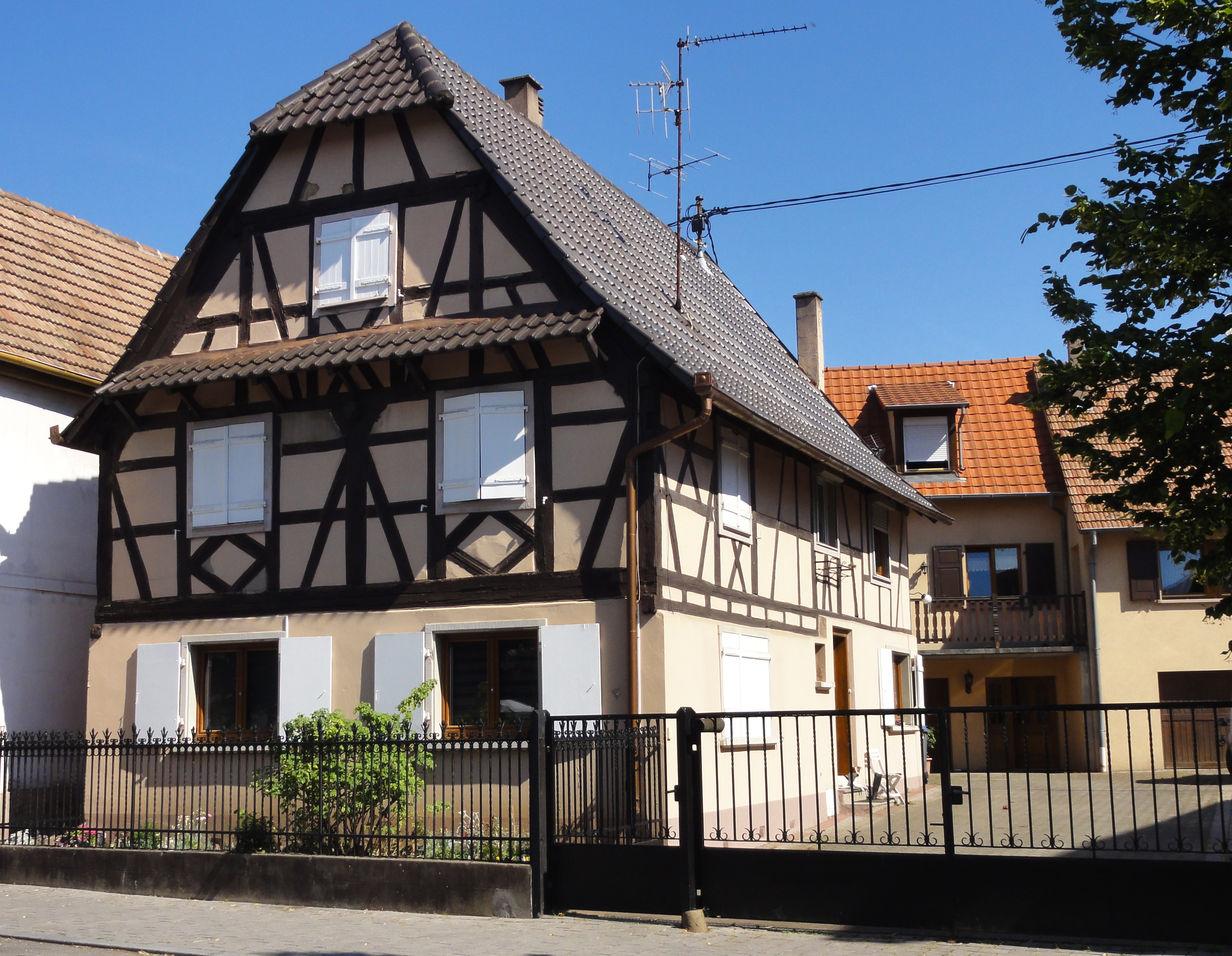
Ferme (XVIIIe), 5 rue de la Wantzenau
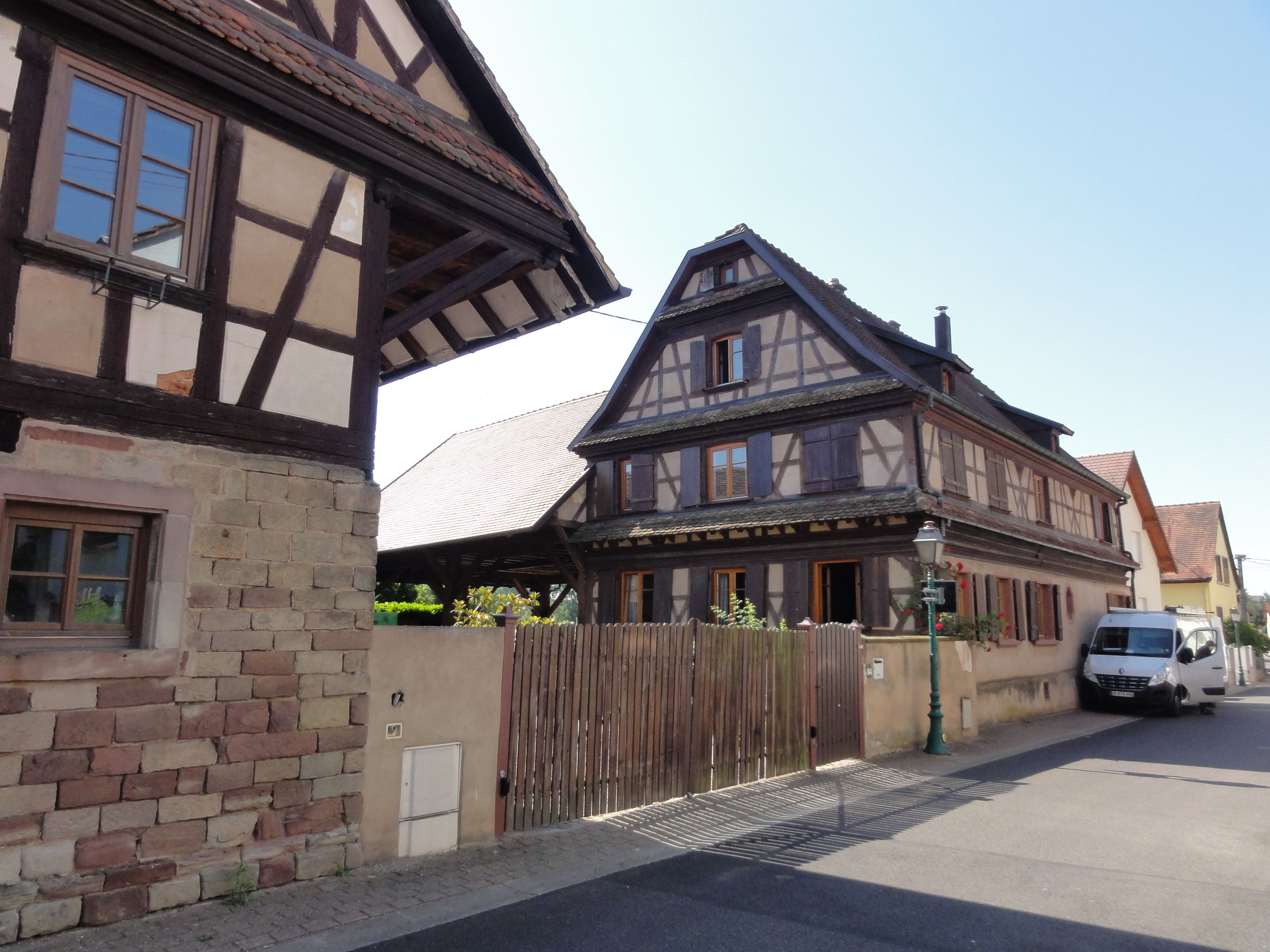
Ferme (XVIIIe), 15 rue du Cheval-Noir
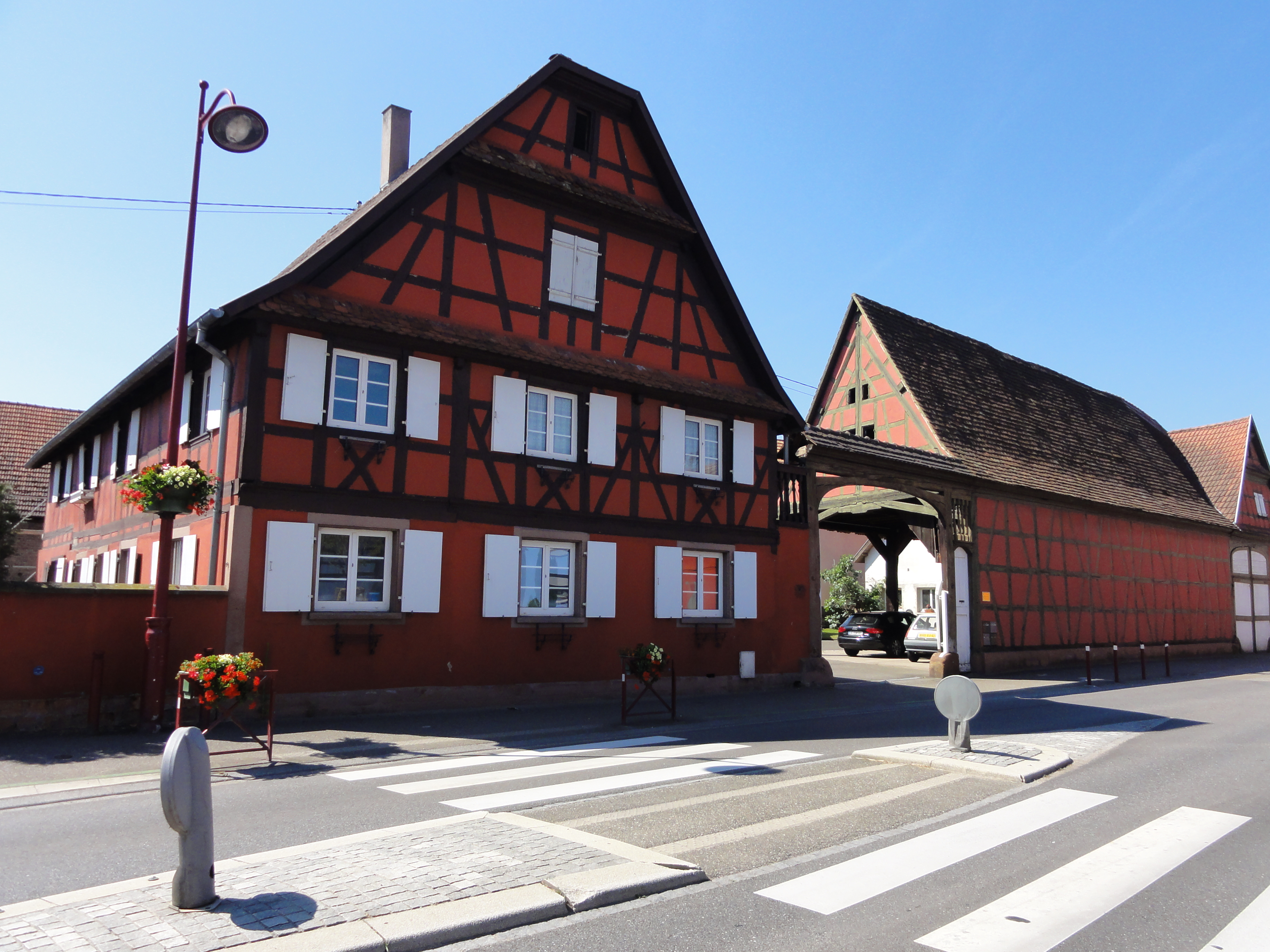
Ferme (XVIIIe-XIXe), 21 rue de la République

### Autres
Un musée de l'asperge voit le jour dans la commune. Le pasteur Louis Auguste Heyler cultive les asperges à Skikda (qui s'appelle Philippeville à l'époque). De retour en Alsace, le sol sableux l'incite à planter des graines d'asperge derrière le presbytère protestant. C'est ainsi que la culture de l'asperge se développe.

## Enseignement
- École maternelle « Les courlis ».
- Groupe scolaire  « Im Leh ».
- Collège « Baldung-Grien » : 475 élèves (regroupe les communes de Hœrdt, Geudertheim, Bietlenheim et Weyersheim).

## Loisirs
- Bibliothèque municipale
- Stade municipal de football et centre culturel
- Sentier nature : il permet aux marcheurs, randonneurs ou cyclistes, de découvrir, tout au long d'un circuit d'environ 12 km, la biodiversité et l'écosystème autour du village
- Parcours de santé Ludisme et équilibre vital : situé dans la forêt de Geudertheim, il s'étend sur près de quatre kilomètres.
- Hippodrome de Strasbourg-Hœrdt
- Centre socio-culturel

## Fêtes et manifestations

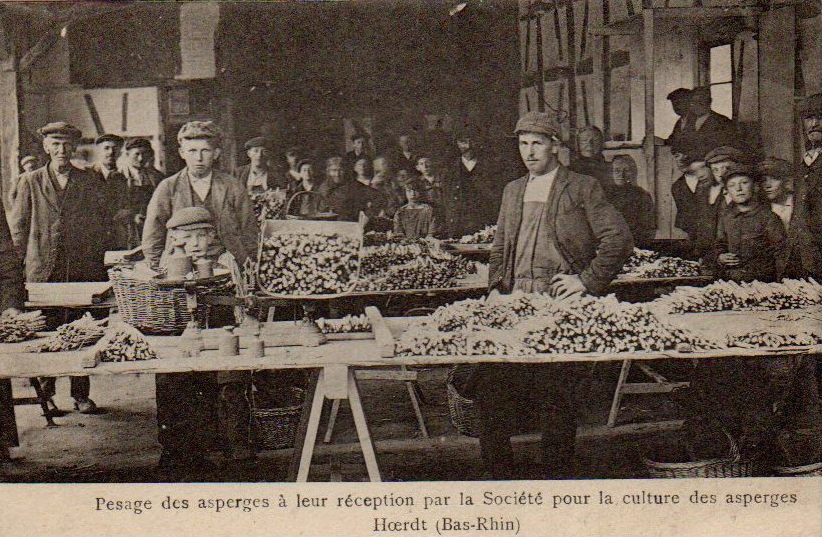
Pesage des asperges à Hœrdt vers 1930.

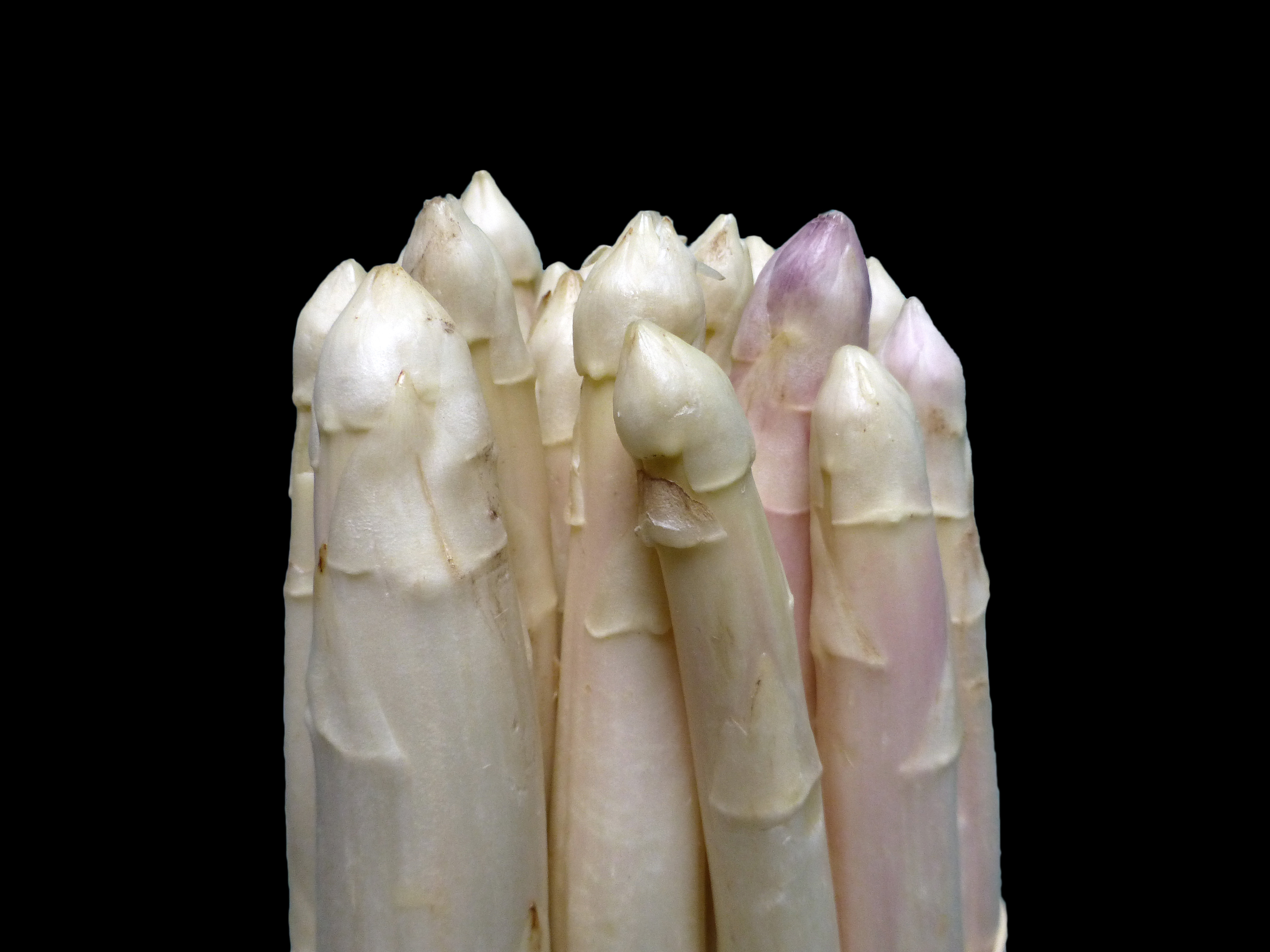
Asperges blanches de Hœrdt.

- Carnaval : le carnaval de Hœrdt est l’un des événements majeurs de la vie culturelle locale. Fort d’une soixantaine de chars et groupes, le cortège défile chaque année le jour du Mardi Gras dans les rues de Hœrdt. Il est précédé d’un bal costumé le lundi soir.

Historique : 
Le premier cortège a eu lieu en 1925-1926.
En 1936, le carnaval de Hœrdt a connu son heure de gloire grâce à un char très remarqué représentant le paquebot Normandie, le plus luxueux des transatlantiques de son époque.
Après une interruption pendant la Seconde Guerre mondiale, un nouveau défilé fut improvisé en 1950, à l’initiative d’un groupe de copains. L’année suivante, quatre d’entre eux fondent S’Nàrre Comité (Comité des fous) qui va se charger de l’organisation annuelle de cet 
événement. En 1996, une équipe rajeunie reprend le flambeau. Une nouvelle association carnavalesque est créée : la Herrefasenacht  (carnaval des Seigneurs).
- Fête de l'Asperge : les fêtes à caractère gastronomique fleurissent en Alsace. Pierre vous y servira de bonnes bières (celles qu'il ne boit pas).

Des coupures de journaux, conservées par certains Hœrdtois attestent de l’éclat particulier de l’une ou l’autre Spàrichelfeschd :
- - la première manifestation de ce genre fut organisée en 1932 par la société locale de musique  Harmonie.
  - le dimanche 10 mai 1936, l’Harmonie de Hœrdt organisa « la Fête de propagande de l’asperge » couplée avec une fête folklorique. Des invités de marque : Gustave Stoskopf Fritz Stephan, auteurs de poèmes en dialecte et Gustave Burkhard furent accueillis à la gare du village par le maire Ottmann.
  - la Seconde Guerre mondiale sonna le glas du Spàrichelfeschd, qui devra attendre 1947 pour renaître ;
  - une Fête de l’asperge ultérieure aura pour invité d’honneur la Confrérie d’Argenteuil  et sera animée par Annie Cordy ;
  - le Spàrichelfeschd de 1975 s’assurera le concours de la Musique municipale de Gries, de la Musique « Union » de Kilstett et des majorettes de Reichstett[32].

La société de musique continua d’organiser annuellement la fête de l’asperge jusqu’au milieu des années 1990.
En 1998, le comité du Cyclo-Club, créé en 1992, estima qu’on ne pouvait pas laisser Hœrdt sans sa fête de l’asperge et décide alors de l’organiser en coopération avec la coopérative et un certain nombre de fermes.
Actuellement, Hœrdt célèbre sa fête de l’Asperge  tous les deuxièmes dimanches du mois de mai.
- Festival Basse Zorn' Live : chaque année, courant mai, la communauté de communes de la Basse Zorn organise le festival Basse Zorn' Live sur le site de l'hippodrome de Strasbourg-Hœrdt.

## Jumelage
Hœrdt est jumelée avec Büttelborn, une ville de Hesse en Allemagne, distante de 180 km, avec qui elle partage la culture de l'asperge, une similitude de terrains (ried ou zones humides), le Carnaval...

## Vie sportive et associative
Près de 60 associations se partagent les installations du centre culturel et de son gymnase, du hall de tennis et de la salle de sport Jacques-Brandt.
L'AS Hœrdt Football évolue depuis 4 années en Régionale 3 Alsace.

## Personnalités liées à la commune

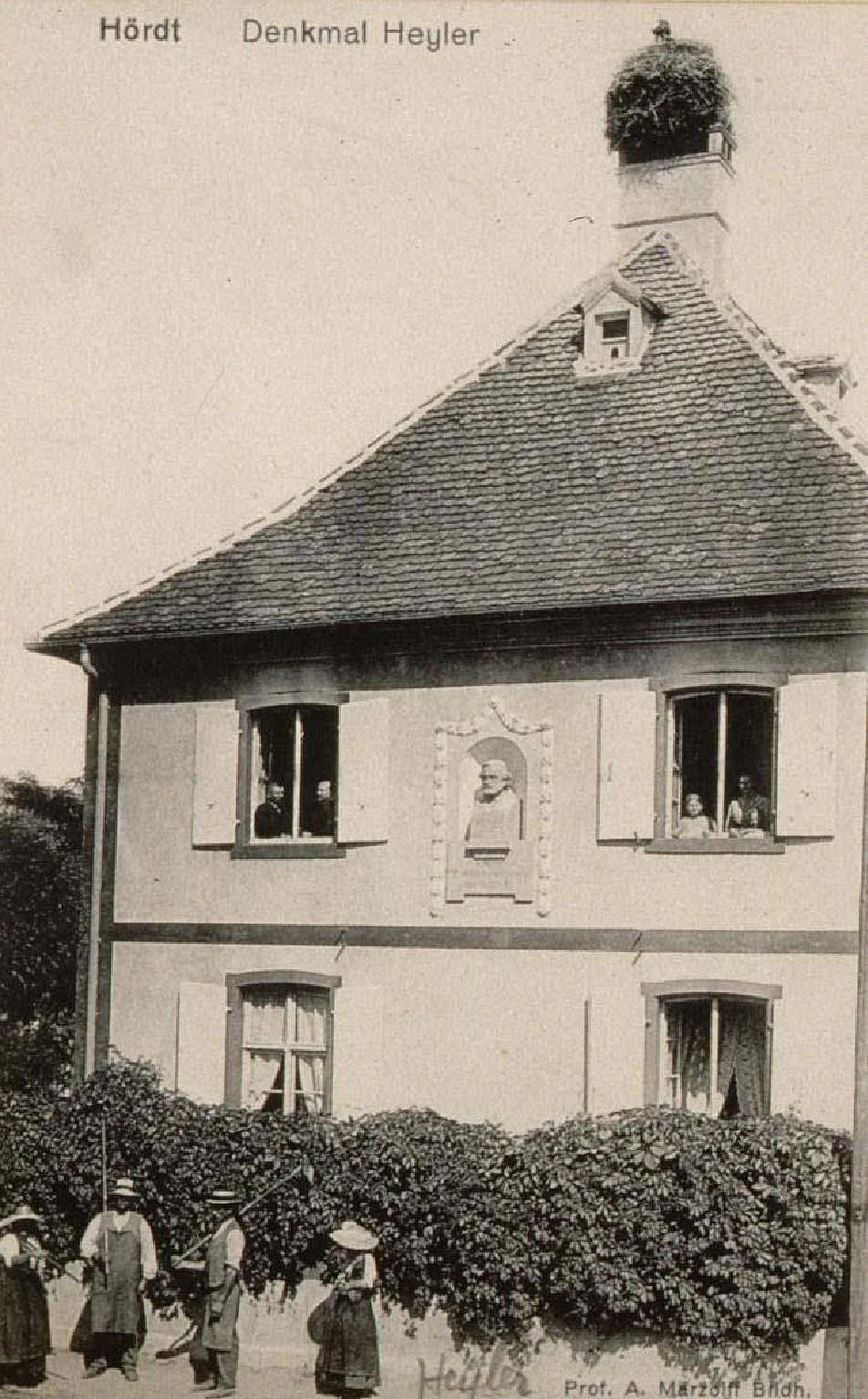
Monument Heyler (par Alfred Marzolff) sur un mur du presbytère.

- Louis Gustave Heyler (1836-1904), pasteur qui a introduit l'asperge à Hœrdt en 1873[33]. Une rue du village porte le nom de Heyler et depuis 1992 l'une des ancienne école primaire située dans cette rue porte également ce nom[34].